# Erriberagoitia
Erriberagoitia (en castellà Ribera Alta) és un municipi d'Àlaba, de la Quadrilla d'Añana. El municipi està format per 26 concejos:
- Antezana de la Ribera.
- Anúcita.
- Arbígano.
- Arreo.
- Artaza-Escota, format per dos pobles veïns, Artaza i Escota.
- Barrón.
- Basquiñuelas.
- Caicedo-Sopeña.
- Hereña.
- Lasierra.
- Leciñana de la Oca.
- Morillas.
- Ormijana.
- Paúl.
- Pobes, capital i principal població del municipi.
- Subijana-Morillas.
- Tuyo.
- Villabezana.
- Villambrosa.
- Viloria.

Els pobles de Castillo-Sopeña, Mimbredo, Nuvilla, San Miguel i Villaluenga són d'administració municipal.